# 민병대 (미국)

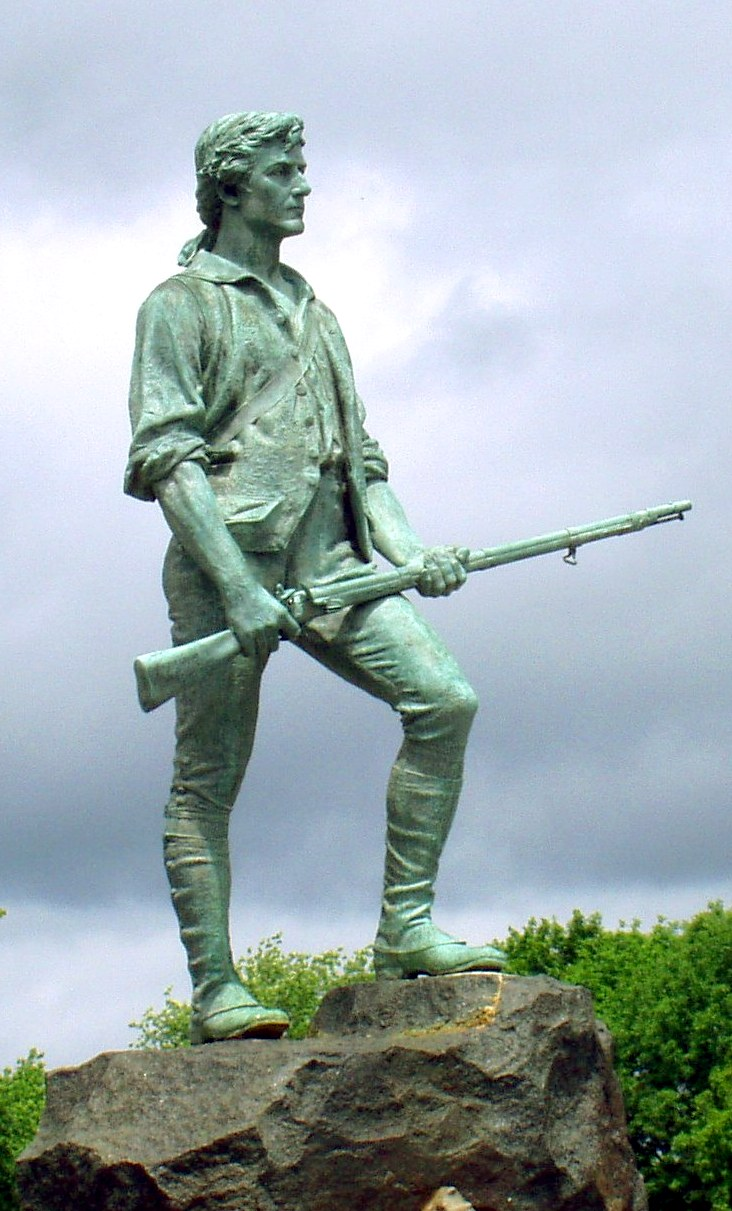
렉싱턴 미닛맨 (1900), 민병대 대위 존 파커의 동상

미국의 민병대(militia)는 미국 의회에 의해 여러번 재정의되었다. 영국 식민지 당시에는 미닛맨(Minutemen)이라고 불렀다. 평시에는 생업에 종사하다가 유사시에 1분만에(minute) 무장하여 소집할 수 있는 남자들(men)이라는 의미이다.
1775년 4월 19일 렉싱턴 콩코드 전투는 미국 독립 전쟁 최초의 전투이다. 프랜시스 스미스 영국 육군 중령과 700여명의 병력이 보스턴 북서쪽에 위치한 콩코드에 있던 미국 식민지 민병대인 미닛맨(Minutemen)의 무기고 접수 작전을 실시했다. 이에 저항하여 콩코드 미닛맨(Minutemen) 대위(captain)인 존 파커와 그 부하들이 강력하게 저항했다. 존 파커의 민병대는 영국군을 물리쳤다. 존 파커는 미닛맨의 캡틴이었는데, 조선시대 임진전쟁이나 일제시대의 의병장과 유사한 개념이다.
미닛맨은 대규모 병력은 아니며, 평소에 민병대에 자발적으로 가입한 마을의 남자들이, 유사시에, 1분만에 무장하여 소집해, 바로 마을을 침입한 적들을 사살한다. 미닛맨의 병력이 부족하면, 바로 옆마을 그 옆마을 식으로 벌떼처럼 미닛맨들이 들고 일어나 지원공격을 한다. 여기서 가장 중요한 소총과 대량의 실탄은 평소 가정에 보관하고 있던 것이다. 렉싱턴 콩코드 전투는 최초에 프랜시스 스미스 영국 육군 중령과 700여명의 병력이 급습을 한 것에 비해, 1분만에 소집된 렉싱턴 미닛맨은 77명 밖에 안되었다. 그러나 병력열세로 인해, 교전을 하며 후퇴하는 렉싱턴 미닛맨에 주변 마을에서 3800명의 미닛맨들이 지원하였다. 반면에 영국 육군에는 이후에 800명만 증원되어 영국 육군 1500명 대 렉싱턴 미닛맨과 콩코드 미닛맨이 합쳐 3800명으로, 미닛맨들이 병력의 우위를 달성했다.
미국 수정헌법 제2조는 "규율 있는 민병대(militia)는 자유로운 주의 안전보장에 필요하므로, 무기를 소장하고 휴대하는 국민의 권리가 침해되어서는 안된다."고 규정하여, 오늘날에도 미국인들은 자유롭게 민병대를 창설할 수 있다. 반면에 대한민국 헌법상, 한국인들은 자유롭게 민병대를 창설할 수 없으며, 무기도 소지할 수 없다.
1984년 미국 헐리우드에서는, 인공지능 컴퓨터에 의해 붕괴된 미국 정규군을 대신하여 민병대 영웅 존 코너가 핵전쟁으로 거의 멸망한 인류를 구한다는 내용의 터미네이터 시리즈 영화가 개봉했다.
2016년 현재 미국의 유일한 지상발사형 핵미사일 LGM-30 미닛맨(LGM-30 Minuteman)은 영국 식민지 시절 미국 민병대인 미닛맨의 이름을 딴 것이다.

## 같이 보기
- 미시간 민병대
- 존 파커 (대위)